# Кондратьева (Гаринский муниципальный округ)
Кондра́тьева — деревня в Гаринском городском округе Свердловской области России.

## Географическое положение
Деревня Кондратьева расположена в 36 километрах к северу-северо-западу от посёлка Гари, на левом берегу реки Лозьвы (бассейна реки Тавды). Автомобильное сообщение с деревней отсутствует. Водное сообщение с ней осуществляется по рекам Сосьве и Лозьве.
Общая площадь деревни Кондратьевой — 52 гектара. Расстояние до села Шабурова — 20 километров.

## Население
| 2002 | 2010 |
| ---- | ---- |
| 21   | ↘5   |